# 3423 Slouka
A 3423 Slouka (ideiglenes jelöléssel 1981 CK) a Naprendszer kisbolygóövében található aszteroida. Ladislav Brožek fedezte fel 1981. február 9-én.